# Broek (Duiven)
Broek is een buurtschap in de gemeente Duiven. Beter bekend als: het Duivense Broek. In Broek lopen de sloten Wijde Wetering en Zevenaarsche Wetering. Het Broek bestaat uit Rouvenen, De Vijf Roeden, Lage Aalburgen en Oortslagen. Broek ligt in tegenstelling tot de rest van (gemeente) Duiven, ten noorden van de A12.